# جواو موريسون
جواو موريسون (بالإنجليزية: Jo Morrison)‏ هي لاعبة كرة الشبكة نيوزيلندية، ولدت في 20 مارس 1975.